# Gelan (huyện)
Gelan là một huyện thuộc tỉnh Ghazni, Afghanistan. Dân số thời điểm năm 1999 là 44,241 người.